# Domingos da Câmara
Domingos da Câmara (* 1969), Kampfname Amico, ist ein osttimoresischer Offizier. Von 2021 bis 2023 war er Generaldirektor des Serviço Nacional de Inteligência SNI.
Câmara war 14 Jahre alt, als er sich 1983 der Guerilla der FALINTIL anschloss und gegen die indonesische Besatzung kämpfte. Er hatte Folterungen durch die Indonesier miterlebt. 2001 absolvierte Câmara seine Ausbildung in den neugegründeten Verteidigungskräften Osttimors (F-FDTL) und erhielt den Rang eines Hauptmanns. 2008 hatte Câmara den Rang eines Majors und war Sprecher der F-FDTL. Am 2. Februar 2020 wurde Câmara zum Oberst befördert.
2021 wurde Câmara zum Generaldirektor des SNI ernannt. Nachdem aber gegen den Dienst mehrfach Vorwürfe aufkamen, er würde seine Kompetenzen überschreiten, wurde Câmara 2023 durch Longuinhos Monteiro ersetzt.